# Joakim Lindengren

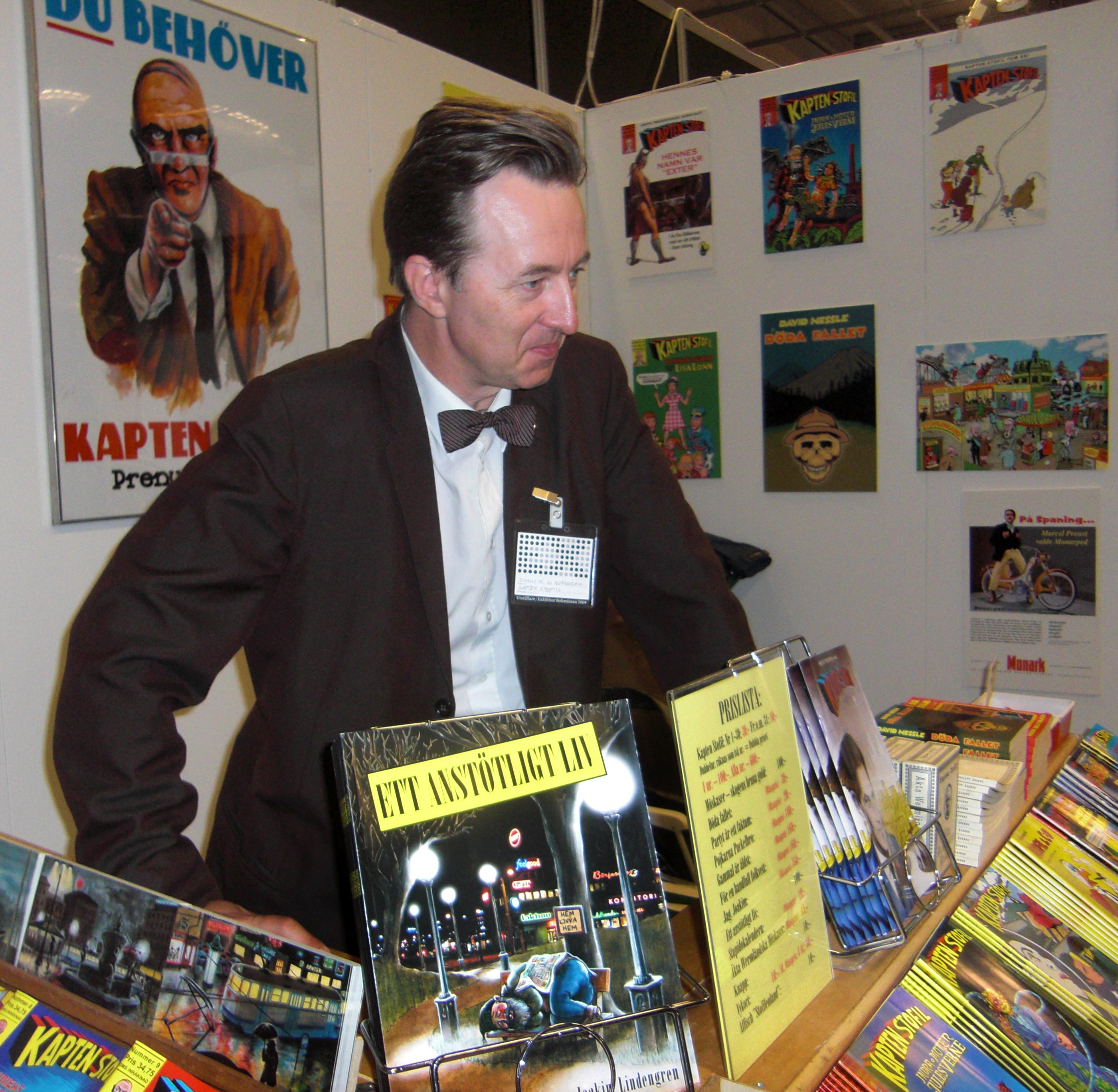
Lindengren en 2009.

Joakim Lindengren (né le 28 mars 1962 à Härlanda) est un auteur de bande dessinée suédois réputé pour ses histoires crues et burlesques. Il n'a pas été traduit en français.

## Distinctions
- 1992 : Prix Adamson du meilleur auteur suédois pour l'ensemble de son œuvre
- 2001 : Diplôme Adamson pour sa contribution à la bande dessinée suédoise